# Ulrich Fischer (Politiker, 1940)

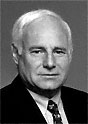
Ulrich Fischer

Ulrich Fischer (* 2. Februar 1940 in Bern; heimatberechtigt in Bern, Reinach und Meisterschwanden) ist ein Schweizer Politiker (FDP).
Fischer begann seine politische Karriere im Verfassungsrat des Kantons Aargau von 1973 bis 1980. Während der Jahre 1981 bis 1988 hatte er Einsitz im Grossen Rat des Kantons Aargau. Zum 30. November 1987 wurde er in den Nationalrat gewählt und hatte dort in mehreren Kommissionen Einsitz, die er zum Teil auch präsidierte. Bei den Parlamentswahlen 2003 wurde er nicht mehr wiedergewählt und schied daher zum 30. November 2003 aus der grossen Kammer aus.
Der Fürsprecher ist getrennt und hat ein Kind. In der Schweizer Armee war er Oberleutnant.